# Thierville-sur-Meuse
Pour les articles homonymes, voir Thierville.
Thierville-sur-Meuse est une commune française située dans le département de la Meuse, en région Grand Est.

## Géographie

### Localisation
La commune fait partie de la communauté d'agglomération du Grand Verdun.
Le finage de Thierville est traversé par la rivière Scance, affluent de la Meuse (au nord-est). Des collines l'entourent. L'agglomération est toutefois généralement située aux alentours de 200 m d'altitude (196 m pour les bords de la Meuse).
Le village ancien était orienté sud/ouest-nord/est selon l'axe de la rue de la Libération, où demeurent des façades d'anciennes boutiques aujourd'hui fermées. À l'ouest, au-delà du magasin de cuisines Petitjean, la rue du cimetière continue vers un cimetière animalier. Le quartier autour de la mairie, comporte notamment une salle des fêtes (refaite en 2012), un local club du 3e âge, deux kinésithérapeutes, une crèche (les Libellules) et l'école maternelle du groupe scolaire du centre, dont la partie primaire se trouve rue de la Libération.

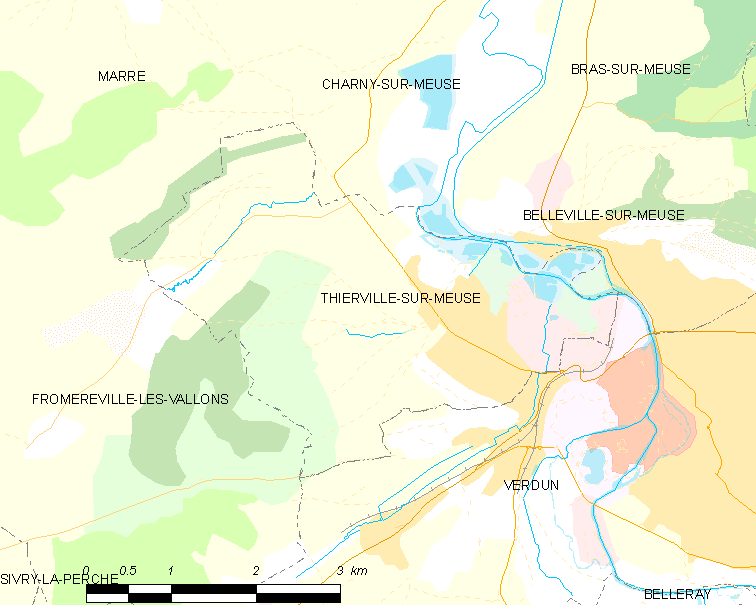
Carte de la commune.
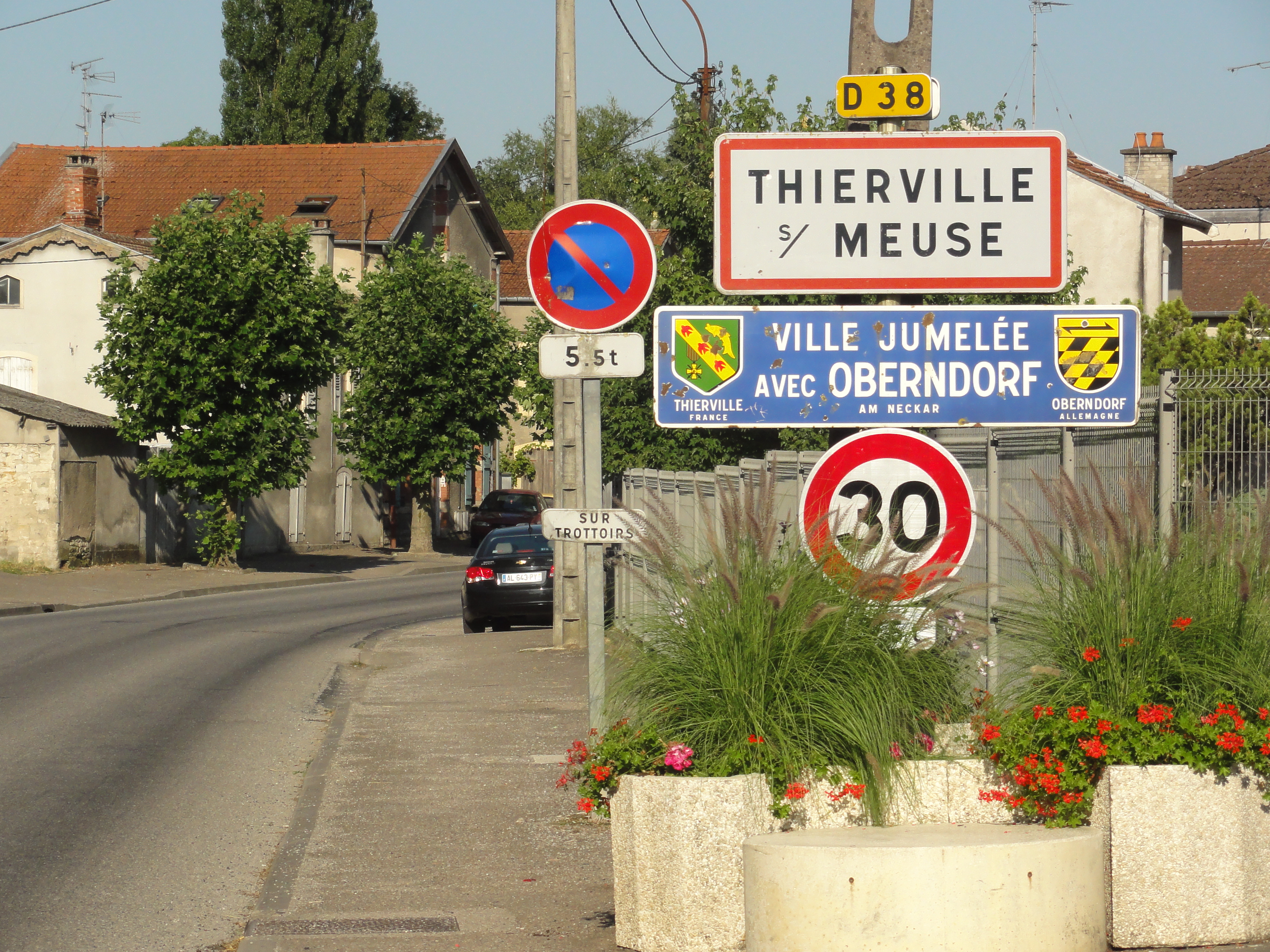
Entrée de Thierville-sur-Meuse.
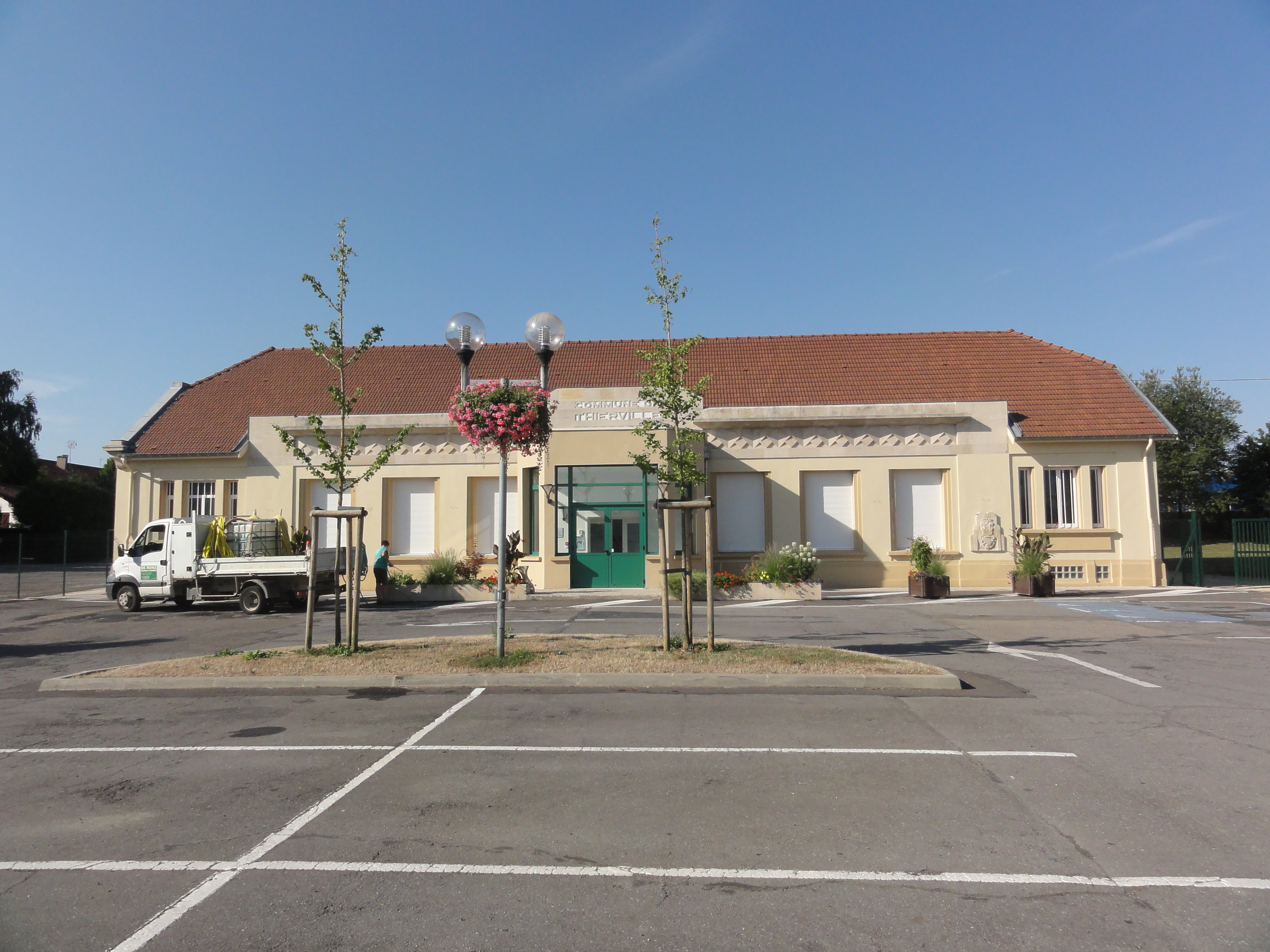
Salle des fêtes.
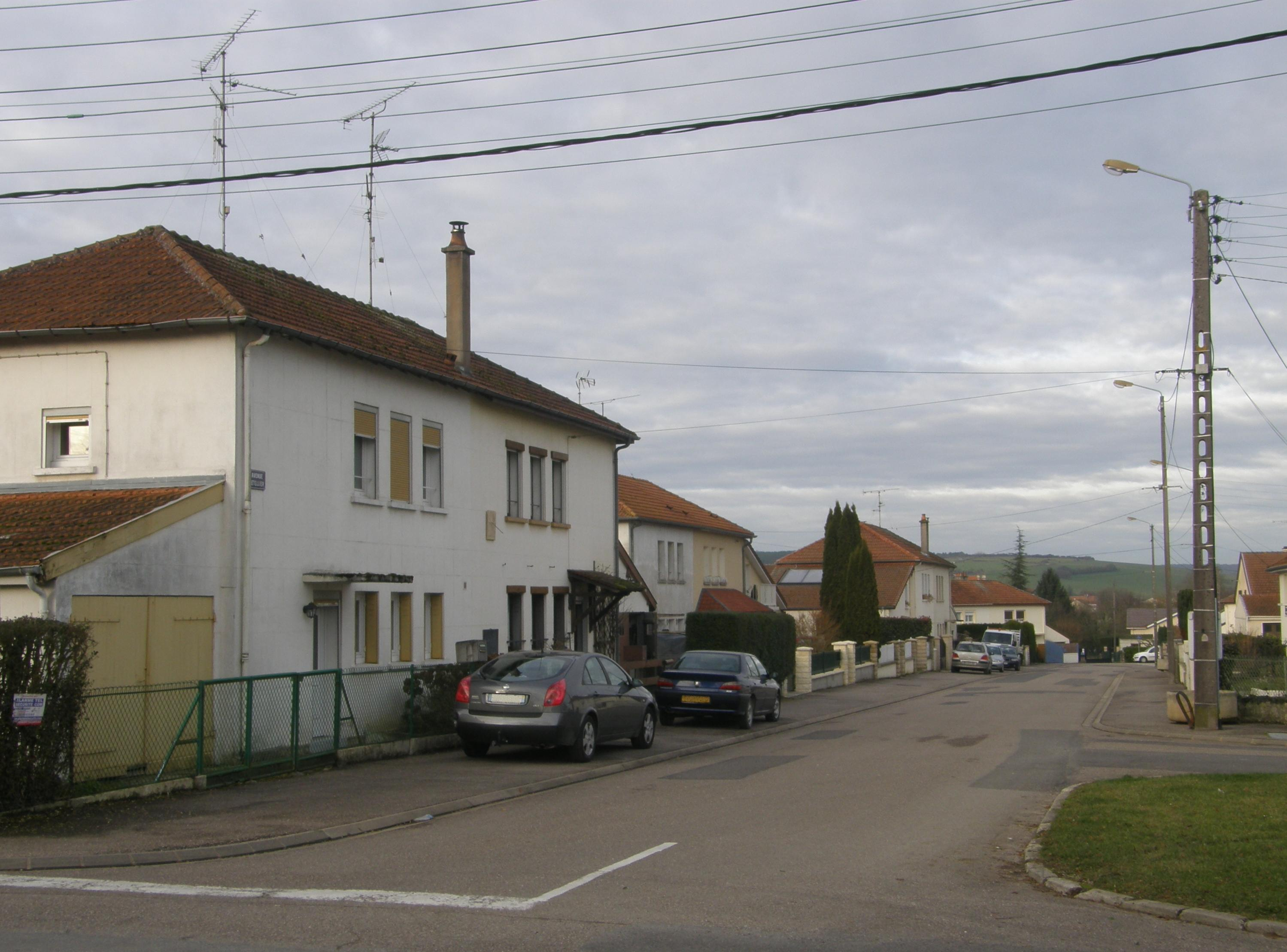
Avenue Letellier.
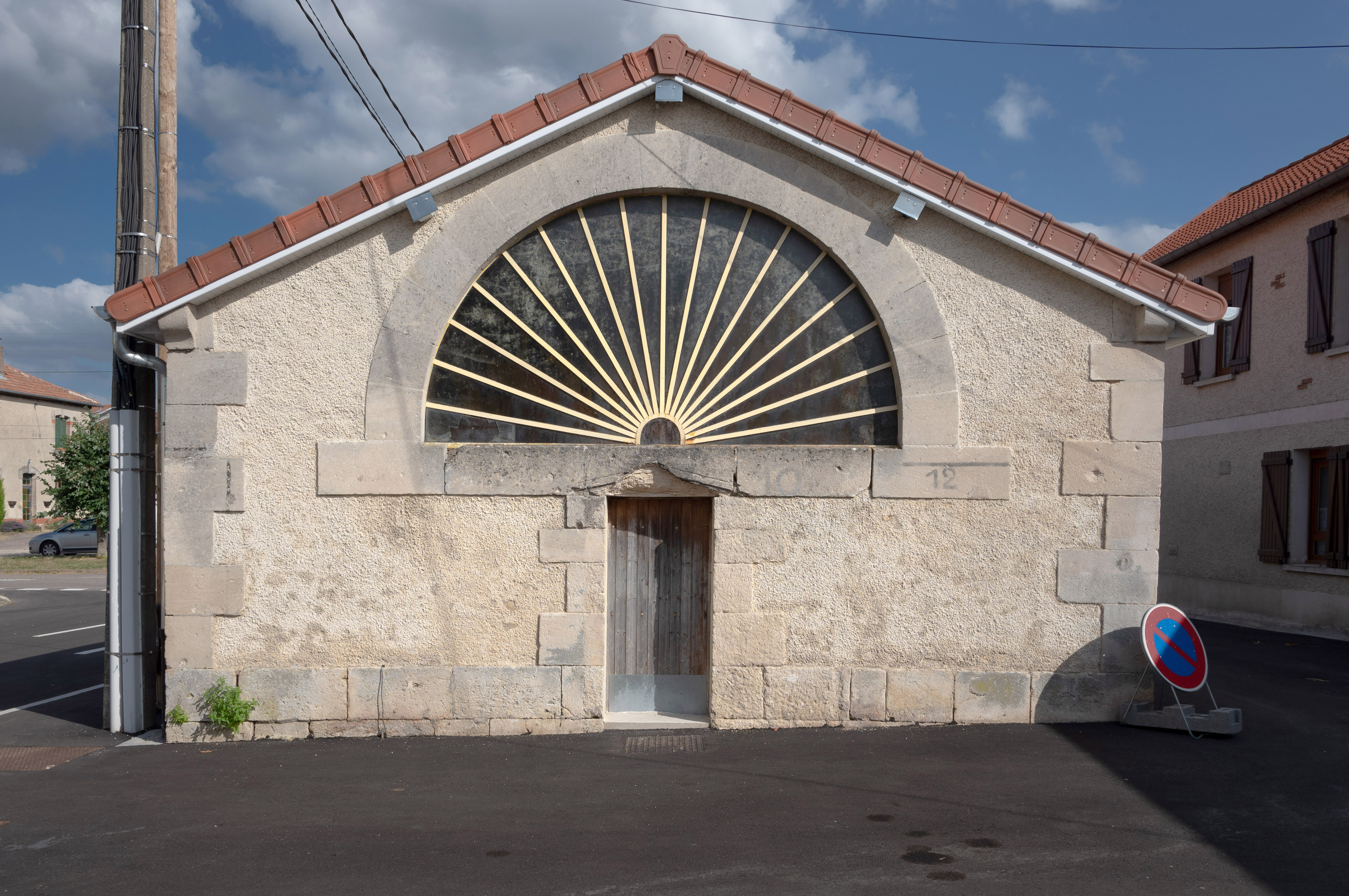
Fontaine Publique (1866).

Devenue ville, l'agglomération s'est accrochée à Verdun au sud/sud-est, au niveau du Jardin Fontaine (avenues Goubet et Van-Heeghe de Thierville et Jean Jaurès de Verdun), de la zone industrielle Chicago et le long du quartier de Glorieux (rue des Preux, rue colonel Fourlinie).
Ce quartier au sud-est dit Jardin Fontaine comporte notamment un garage, la caserne du 1er régiment de chasseurs, un restaurant-kébab, une auto-école, un salon de coiffure, une entreprise de traduction, un médecin généraliste, un bar-tabac, une compagnie de carburants, deux autres garages, une entreprise d'électricité, un groupe scolaire (maternelle, primaire, CAAPE, centre aéré), une pharmacie, une poste, une boulangerie attenante à un autre salon de coiffure et une entreprise travaillant la pierre. Rue de la Libération, Expo-Lor, une exposition de la faune aquatique des rivières, se tient en permanence dans l'ancien lavoir-halle de la ville, à côté de l'église Saint-Brice.
Un petit oratoire dédié à la Vierge est à remarquer au croisement de la rue de la Libération et de la rue du 150e régiment d'infanterie (150e RI).
Un parc animalier — géré par l'association meusienne pour la sauvegarde de l'enfance, de l'adolescence et des adultes(AMSEAA) en lien avec le centre éducatif fermé — se trouve au bord de la rue des Dormaux, qui continue la rue du 150e RI en direction de Belleville-sur-Meuse (quartier des Montgrignons), près d'anciens sites de fours à chaux, dont on voit encore les voies ferrées qui les reliaient à la gare de Verdun. Les terrains de sport de la commune (stade Marceau-Maulpoix, salle polyvalente et terrains de tennis) le côtoient, au croisement avec l'avenue de l'Étang-Bleu.
Entre l'avenue de l'Étang-Bleu, la rue de la Libération et le jardin Fontaine, la frange résidentielle à l'est de Thierville est constituée de l'ancienne friche militaire de la caserne Niel et du quartier Gribeauval (terrain militaire mis à disposition des associations), d'une école des arts du cirque (Persé Circus) et de trois lotissements du dernier tiers du XXe siècle (Le Tellier, la Valette et Chenevières) où s'implantent le collège Saint-Exupéry et le gymnase, plus un nouveau lotissement au croisement de la rue des Cheminots et de la rue du 150e RI, en cours d'achèvement en 2011.
Au nord/nord/est, le long de l'avenue de l'Étang-Bleu, on trouve une SPA et un restaurant-thé dansant puis une zone artisanale, l'Espace Doumenc : Lorraine Énergie, menuiserie Janton, peintures Noël et Fils, cuisinistes Petitjean et Fils, Lorraine Matériel (Lormat), Verdun Méca, un fromager, etc.
Cette avenue continue vers Verdun, via les locaux de l'entreprise de casacadeurs Luc Appourchaux, l'aire d'accueil des gens du voyage, la déchetterie de la Codécom, diverses entreprises de recyclage et de transports et la grande implantation de l'entreprise de surgelés Maximo, zone de Chicago, attenant à l'entreprise Varnerot.
Dans le lit majeur de la Meuse, vers le nord-ouest, un petit parc, puis les étangs du Wameau, sites de pêche et de promenade, au milieu desquels les chemins appréciés par les cyclistes et vététistes relient Thierville à Charny-sur-Meuse notamment.
Plus au nord-ouest encore, d'autres chemins continuent le long des terrains militaires des forts de La Chaume et des Sartelles, en direction du hameau de Germonville et de Fromeréville-les-Vallons.
Enfin, le plus au nord, route de Varennes, en direction de Charny-sur-Meuse (D 38), après la sortie de l'agglomération (qui est bordée de lotissements pour les militaires de la caserne du 1er régiment de chasseurs et l'entreprise de constructions Dreneri) d'autres chemins partent à travers les collines vers Marre (en longeant les installations de l'usine Progilor) ou longent le Wameau par le nord, le long de la sablière Holcim et du hameau de Villers-au-Moines.

### Transports
La commune de Thierville-sur-Meuse est desservie par la ligne 2 du réseau Transport intercommunal verdunois (TIV) ainsi que par le circuit scolaire 11.

### Communes limitrophes
| Marre                    | Charny-sur-Meuse              | Belleville-sur-Meuse |
| Fromeréville-les-Vallons | Thierville-sur-Meuse          | Verdun               |
| Fromeréville-les-Vallons | Verdun (Quartier-de-Glorieux) | Verdun               |

### Hydrographie
La commune est dans le bassin versant de la Meuse au sein du bassin Rhin-Meuse. Elle est drainée par la Meuse, le ruisseau la Scance, le ruisseau de Fromereville et le ruisseau de Bamont,.
La Meuse, d'une longueur de 486 km dans sa partie française, est un fleuve européen qui prend sa source en France, dans la commune du Châtelet-sur-Meuse, à 409 mètres d'altitude, et se jette dans la mer du Nord après un cours long d'approximativement 950 kilomètres traversant la France, la Belgique et les Pays-Bas. Les caractéristiques hydrologiques de la Meuse sont données par la station hydrologique située sur la commune de Belleville-sur-Meuse. Le débit moyen mensuel est de 39,3 m3/s. Le débit moyen journalier maximum est de 422 m3/s, atteint lors de la crue du 29 janvier 1995. Le débit instantané maximal est quant à lui de 643 m3/s, atteint le 1er janvier 2002.
La Scance, d'une longueur de 12 km, prend sa source dans la commune de Nixéville-Blercourt et se jette  dans la Meuse sur la commune, après avoir traversé trois communes. 

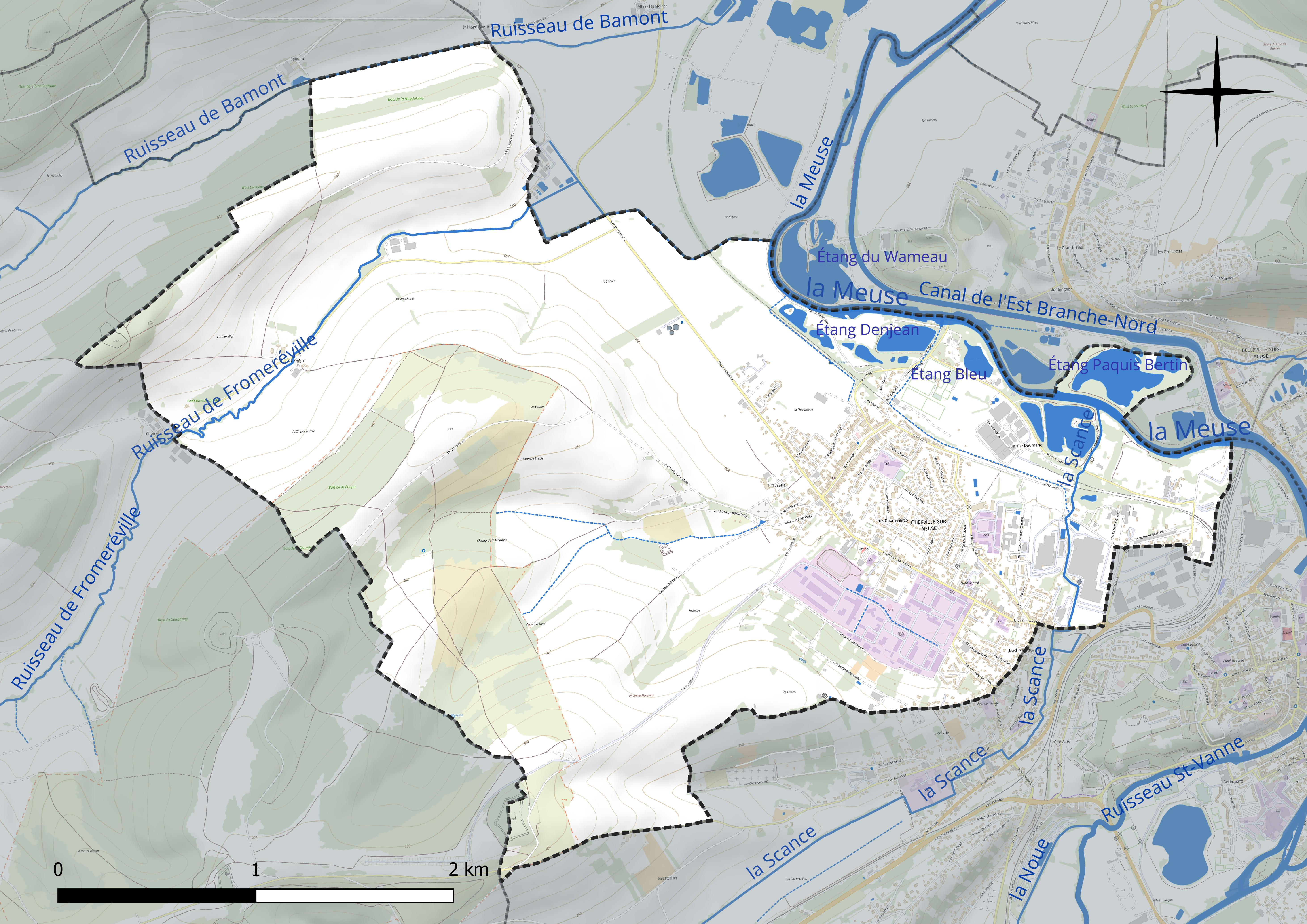
Réseau hydrographique de Thierville-sur-Meuse.

Quatre plans d'eau complètent le réseau hydrographique : l'étang Bleu (1,6 ha), l'étang Denjean (3 ha), l'étang Nigricollis (5,1 ha) et l'étang Paquis Bertin, d'une superficie totale de 7 ha (6,9 ha sur la commune),.

### Climat
Pour des articles plus généraux, voir Climat du Grand Est et Climat de la Meuse.
En 2010, le climat de la commune est de type climat de montagne, selon une étude du Centre national de la recherche scientifique s'appuyant sur une série de données couvrant la période 1971-2000. En 2020, Météo-France publie une typologie des climats de la France métropolitaine dans laquelle la commune est exposée à un climat océanique altéré et est dans la région climatique  Lorraine, plateau de Langres, Morvan, caractérisée par un hiver rude (1,5 °C), des vents modérés et des brouillards fréquents en automne et hiver. 
Pour la période 1971-2000, la température annuelle moyenne est de 9,8 °C, avec une amplitude thermique annuelle de 15,8 °C. Le cumul annuel moyen de précipitations est de 935 mm, avec 14 jours de précipitations en janvier et 9,6 jours en juillet. Pour la période 1991-2020, la température moyenne annuelle observée sur la station météorologique de Météo-France la plus proche, « Septsarges », sur la commune de Septsarges à 18 km à vol d'oiseau, est de 10,3 °C et le cumul annuel moyen de précipitations est de 942,8 mm. 
La température maximale relevée sur cette station est de 39,9 °C, atteinte le 25 juillet 2019 ; la température minimale est de −15,7 °C, atteinte le 1er janvier 1997,,. 
Les paramètres climatiques de la commune ont été estimés pour le milieu du siècle (2041-2070) selon différents scénarios d'émission de gaz à effet de serre à partir des nouvelles projections climatiques de référence DRIAS-2020. Ils sont consultables sur un site dédié publié par Météo-France en novembre 2022.

## Urbanisme

### Typologie
Au 1er janvier 2024, Thierville-sur-Meuse est catégorisée ceinture urbaine, selon la nouvelle grille communale de densité à sept niveaux définie par l'Insee en 2022.
Elle appartient à l'unité urbaine de Verdun, une agglomération intra-départementale regroupant trois  communes, dont elle est une commune de la banlieue,,. Par ailleurs la commune fait partie de l'aire d'attraction de Verdun, dont elle est une commune de la couronne,. Cette aire, qui regroupe 103 communes, est catégorisée dans les aires de moins de 50 000 habitants,.

### Occupation des sols
L'occupation des sols de la commune, telle qu'elle ressort de la base de données européenne d’occupation biophysique des sols Corine Land Cover (CLC), est marquée par l'importance des territoires agricoles (56,2 % en 2018), une proportion sensiblement équivalente à celle de 1990 (56,6 %). La répartition détaillée en 2018 est la suivante : terres arables (49,4 %), milieux à végétation arbustive et/ou herbacée (12,5 %), zones urbanisées (12,2 %), zones industrielles ou commerciales et réseaux de communication (6,6 %), prairies (4,9 %), forêts (4,9 %), eaux continentales (4 %), espaces verts artificialisés, non agricoles (3,7 %), zones agricoles hétérogènes (1,8 %). L'évolution de l’occupation des sols de la commune et de ses infrastructures peut être observée sur les différentes représentations cartographiques du territoire : la carte de Cassini (XVIIIe siècle), la carte d'état-major (1820-1866) et les cartes ou photos aériennes de l'IGN pour la période actuelle (1950 à aujourd'hui).
Cette répartition, basée sur l'étude biophysique des sols et non sur l'occupation, est légèrement faussée par l'implantation du terrain militaire de manœuvres et son extension dans les années 2000 utilisées par le groupement de soutien de la base de défense de Verdun.

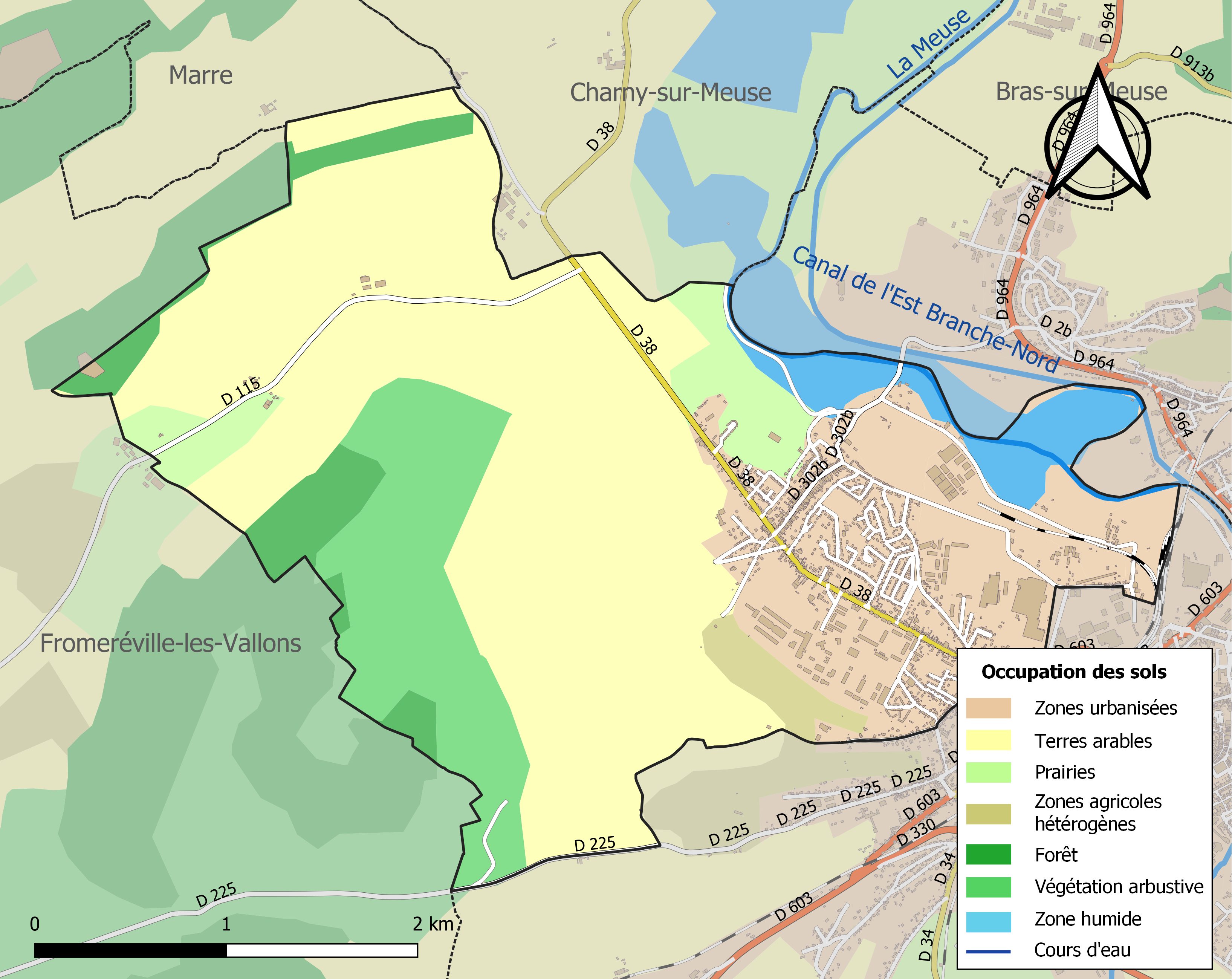
Carte des infrastructures et de l'occupation des sols de la commune en 2018 (CLC).

## Toponymie
Le nom de la localité est attesté sous les formes Tyervilla en 1175 ; Terciavilla en 1234 ; [Entre] Tierville [et lou ruxel qui vient de vers Mosceiville] en 1252 ; Tierville en 1261 ; Tertia-villa en 1642 ; Theodorici-villa en 1745 ; Theuderici-villa (sans date).
Auparavant Thierville-sur-Meuse s'appelait Thierville. La déterminant sur-Meuse sert à distinguer de l'homographe Thierville dans le département de l'Eure.

## Politique et administration

### Liste des maires
| Période                                  | Période                   | Identité                                     | Étiquette | Qualité                                                 |
| ---------------------------------------- | ------------------------- | -------------------------------------------- | --------- | ------------------------------------------------------- |
| Les données manquantes sont à compléter. |                           |                                              |           |                                                         |
| mars 1977                                | mars 2001                 | Marceau Maulpoix                             |           |                                                         |
| mars 2001                                | mars 2005                 | Henri Renard                                 |           |                                                         |
| mars 2005                                | En cours (au 28 mai 2020) | Claude Antion Réélu pour le mandat 2020-2026 | DVD       | Retraité, conseiller départemental depuis novembre 2020 |

### Jumelages
- Oberndorf am Neckar (Allemagne), renouvelé fin 2012.

## Population et société

### Démographie
L'évolution du nombre d'habitants est connue à travers les recensements de la population effectués dans la commune depuis 1793. Pour les communes de moins de 10 000 habitants, une enquête de recensement portant sur toute la population est réalisée tous les cinq ans, les populations de référence des années intermédiaires étant quant à elles estimées par interpolation ou extrapolation. Pour la commune, le premier recensement exhaustif entrant dans le cadre du nouveau dispositif a été réalisé en 2008.

En 2022, la commune comptait 3 168 habitants, en évolution de +2,99 % par rapport à 2016 (Meuse : −4,4 %, France hors Mayotte : +2,11 %).
| 1793 | 1800 | 1806 | 1821 | 1831 | 1836 | 1841 | 1846 | 1851 |
| ---- | ---- | ---- | ---- | ---- | ---- | ---- | ---- | ---- |
| 361  | 437  | 457  | 412  | 485  | 495  | 550  | 546  | 574  |

| 1856 | 1861 | 1866 | 1872 | 1876 | 1881 | 1886 | 1891  | 1896  |
| ---- | ---- | ---- | ---- | ---- | ---- | ---- | ----- | ----- |
| 537  | 551  | 557  | 590  | 630  | 696  | 751  | 2 493 | 3 169 |

| 1901  | 1906  | 1911  | 1921  | 1926  | 1931  | 1936  | 1946  | 1954  |
| ----- | ----- | ----- | ----- | ----- | ----- | ----- | ----- | ----- |
| 2 805 | 3 090 | 3 423 | 2 714 | 2 791 | 4 283 | 4 100 | 1 854 | 2 768 |

| 1962  | 1968  | 1975  | 1982  | 1990  | 1999  | 2006  | 2008  | 2013  |
| ----- | ----- | ----- | ----- | ----- | ----- | ----- | ----- | ----- |
| 2 274 | 2 456 | 2 158 | 2 699 | 2 795 | 2 748 | 3 192 | 3 106 | 3 040 |

| 2018  | 2022  | - | - | - | - | - | - | - |
| ----- | ----- | - | - | - | - | - | - | - |
| 3 159 | 3 168 | - | - | - | - | - | - | - |

### Enseignement

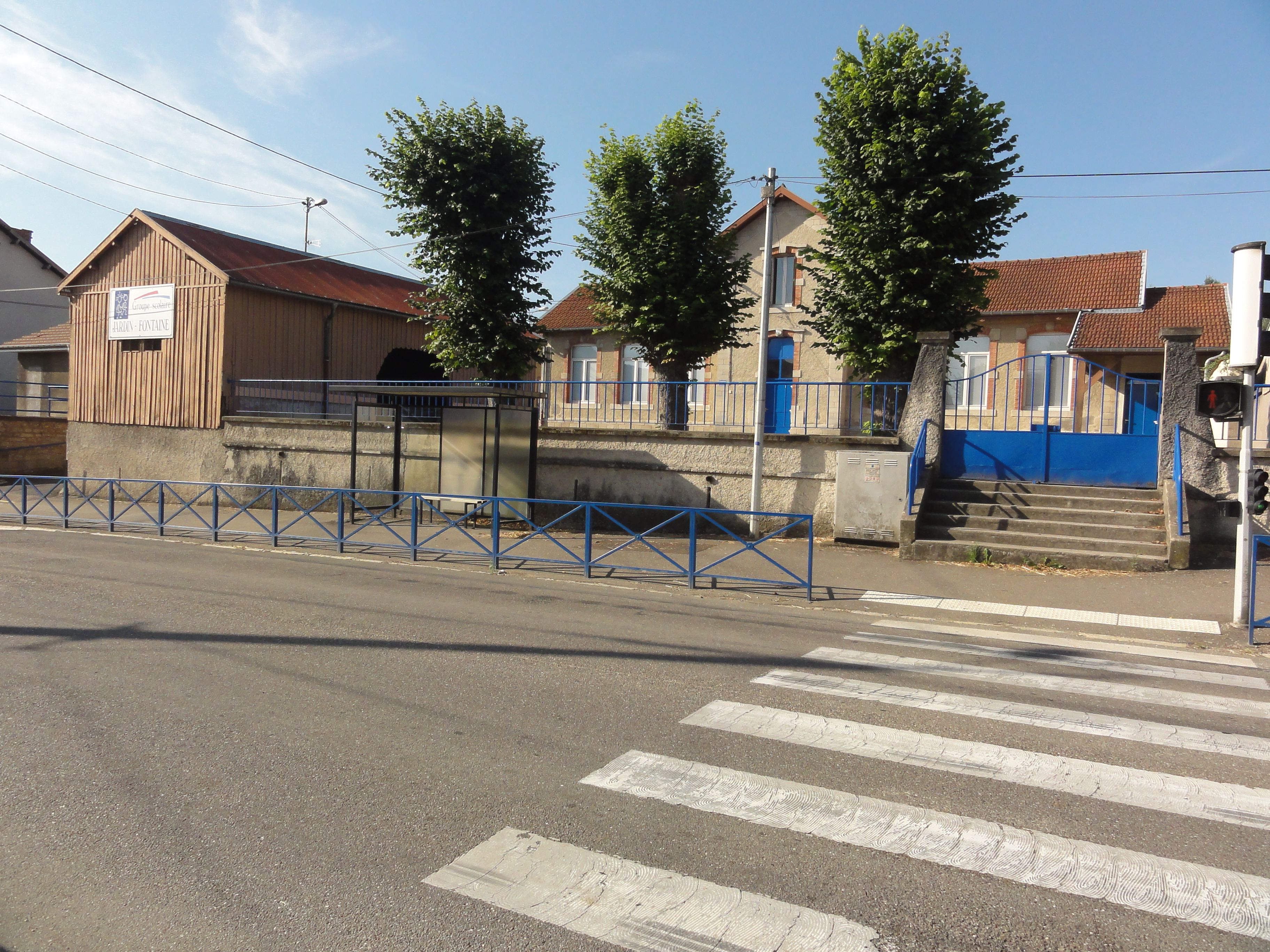
Groupe scolaire Jardin-Fontaine.

On trouve deux groupes scolaires (Village et Jardin-Fontaine) et un collège (Antoine de Saint-Exupéry), un institut médico-éducatif et un centre éducatif fermé.
Une crèche (Les Libellules), des garderies scolaires et un centre de loisirs sans hébergement (CLSH) en lien avec la maison des jeunes et de la culture (MJC) de Belleville-sur-Meuse complètent l'offre éducative et récréative.

### Manifestations culturelles et festivités
- ALT (loisirs-animations), club d'équitation (au 1er régiment de chasseurs), club de karaté, club de football (UST), Harmonie municipale, Persé Circus, jumelage avec Oberndorf am Neckar (Allemagne).
- Deux brocantes annuelles au moins (mai et fin juin).
- Salon des artistes.
- Concerts de l'harmonie municipale.
- Saint-Nicolas (dernier week-end de novembre).

### Santé
Une maison médicale (médecins généralistes, kinésithérapeutes, infirmières et sages-femmes) dans l'ancienne caserne Niel, rue du Clos de Jardin-Fontaine est créée au second semestre 2013.

## Économie

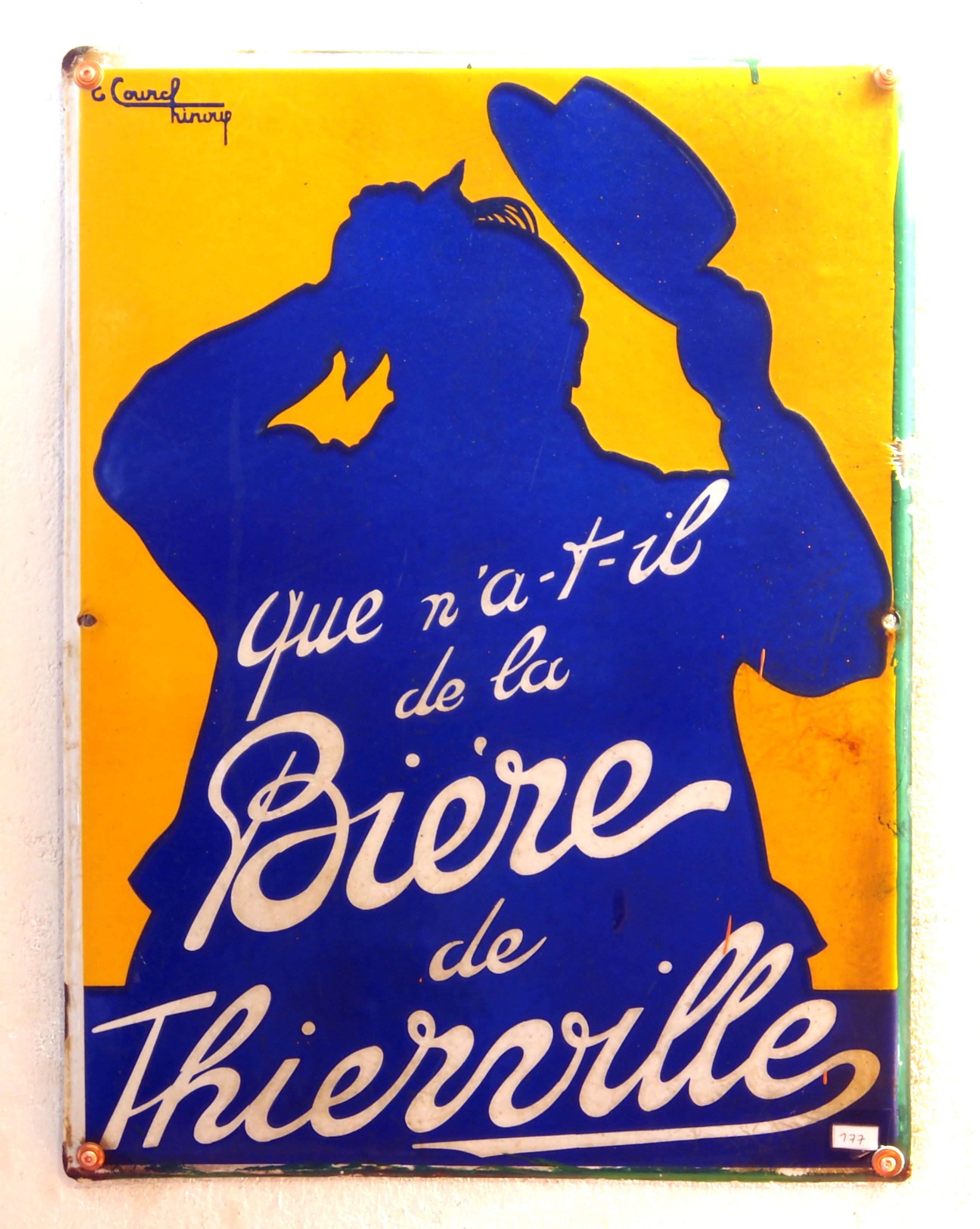
Plaque émaillée vantant la bière de Thierville au début du XXe siècle.

## Culture locale et patrimoine
L'harmonie municipale de Thierville qui développe un ensemble baroque, un big band et un orchestre de variété joue régulièrement pour les commémorations à Douaumont.

### Lieux et monuments
- Église Saint-Brice, construite en 1768, endommagée par la Première Guerre mondiale, l'église est restaurée. Située rue de la Libération, elle fait partie de la paroisse Saint-Vanne-en-Verdunois (Verdun Ouest). à compléter
- oratoire dédié à la Vierge, rue du 150erégiment d'infanterie, entre la rue de la Libération et la rue des Dormaux.
- caserne du 1er régiment de chasseurs au quartier Maginot.
- monument aux morts, ou monument au 2e chasseurs d'Afrique[30] : sculpture équestre d'Henri Bouchard, rapatriée de Tlemcen
- mémorial maréchal de Lattre de Tassigny.
- fontaine.

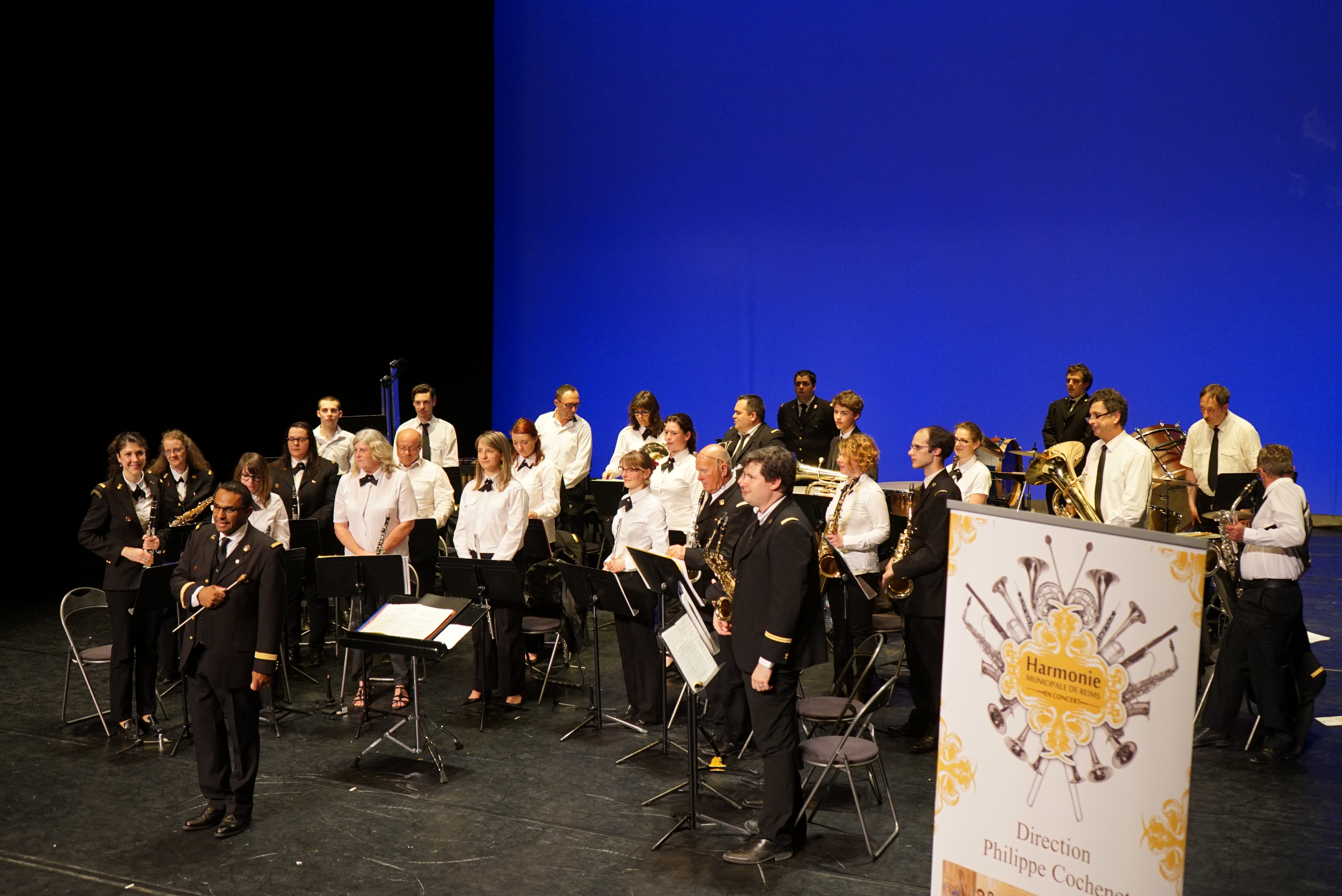
L'harmonie municipale de Thierville.
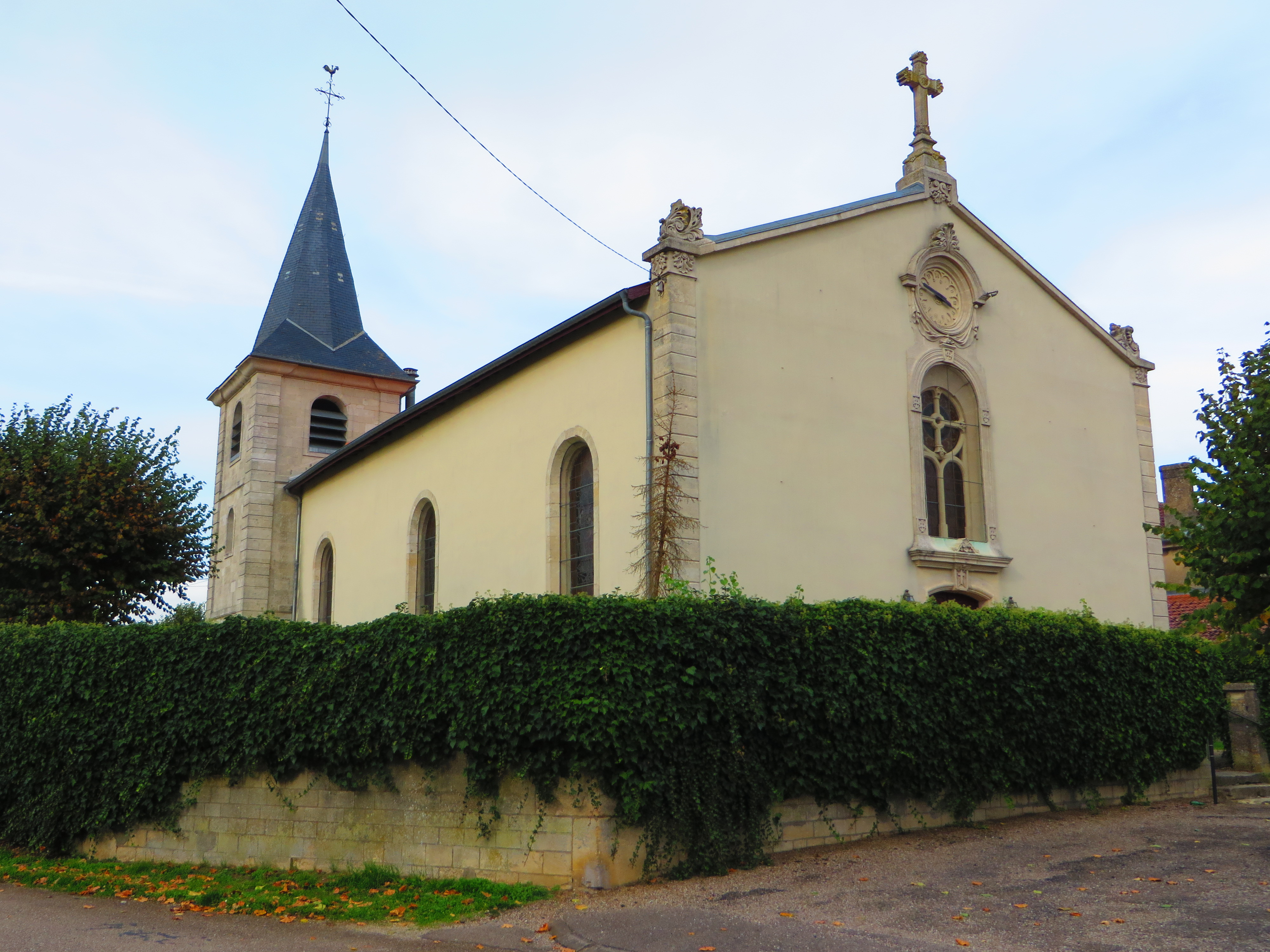
Église Saint-Brice.
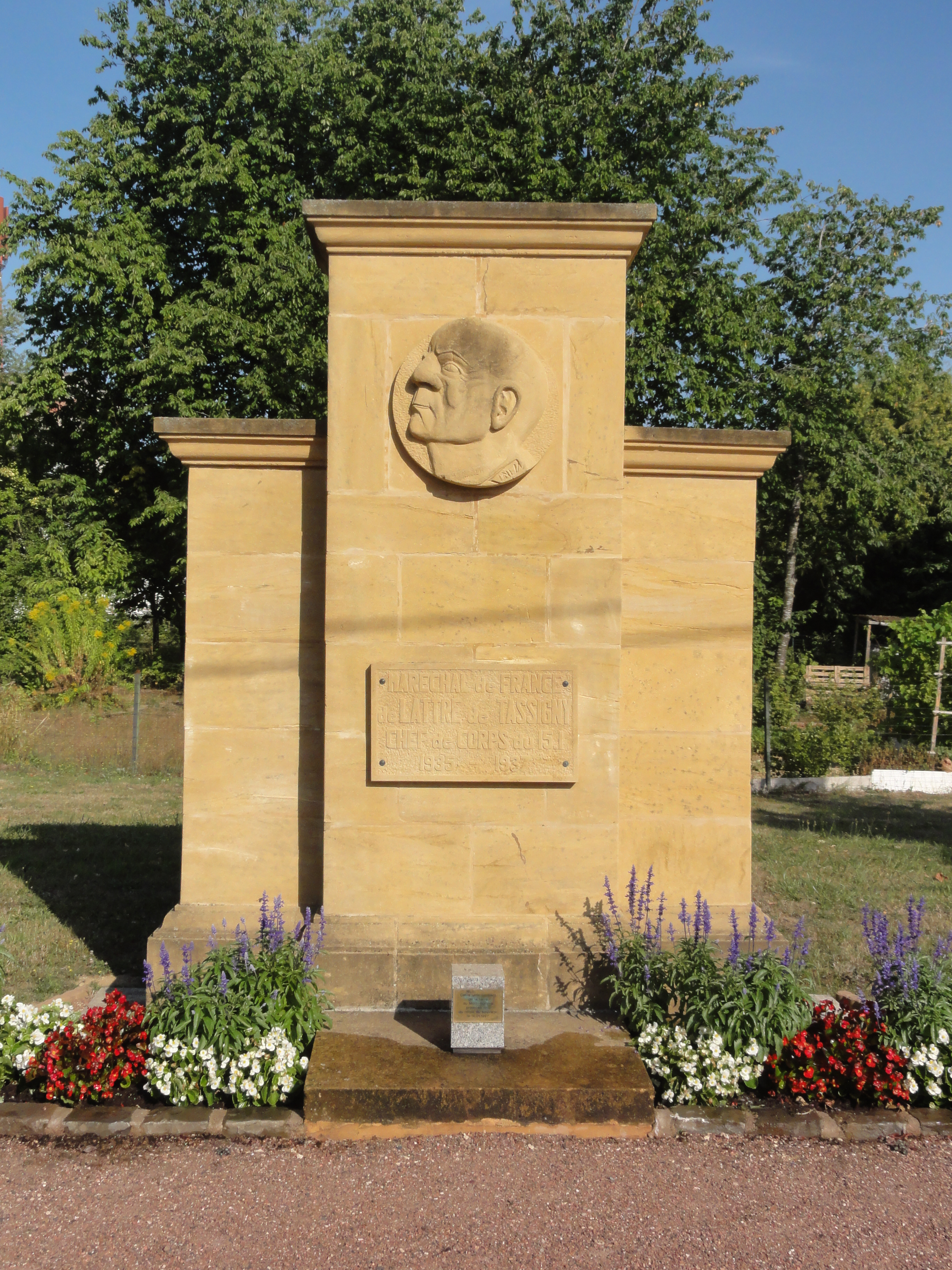
Mémorial maréchal de Lattre de Tassigny.
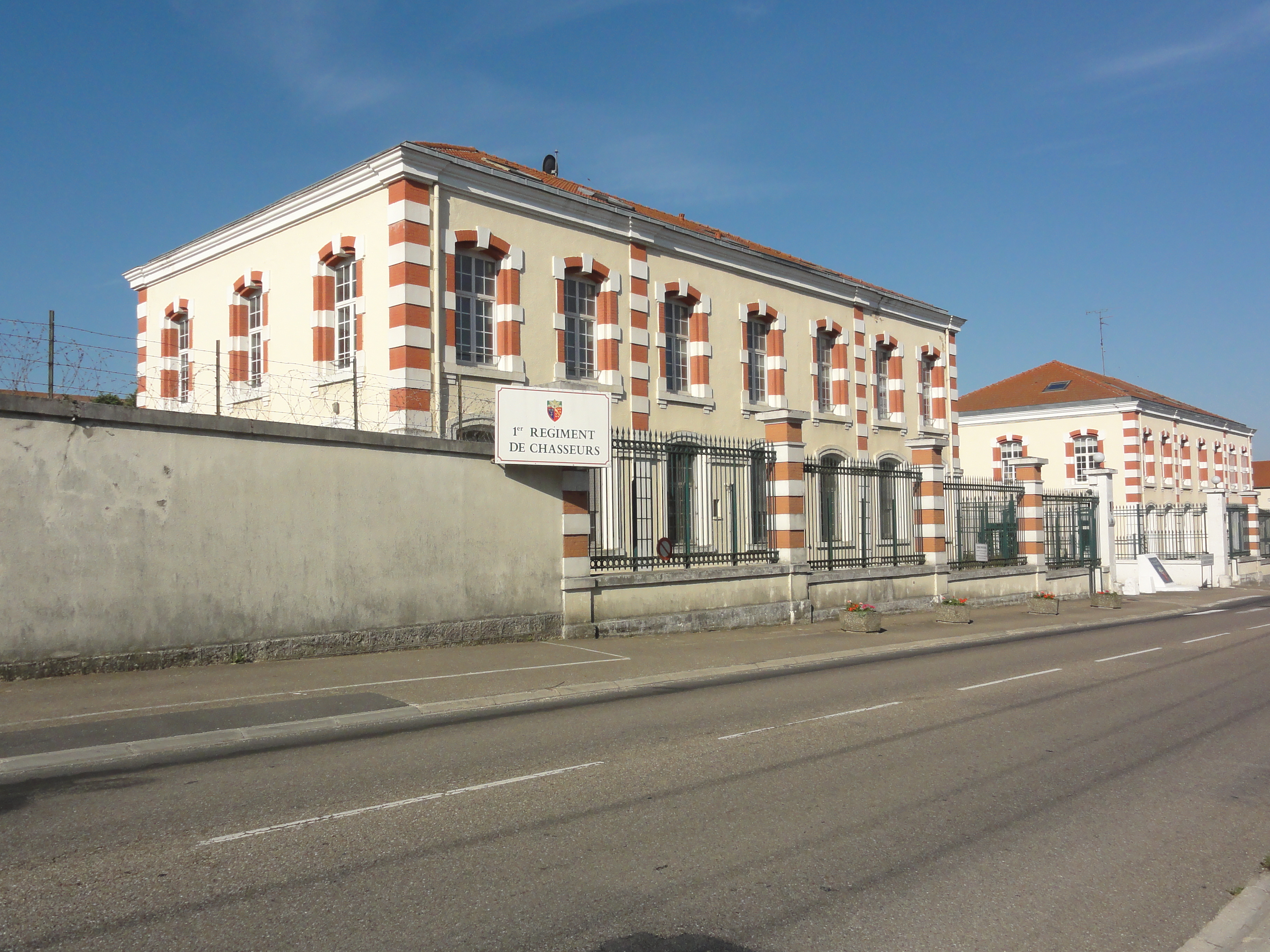
Caserne du 1er régiment de chasseurs.
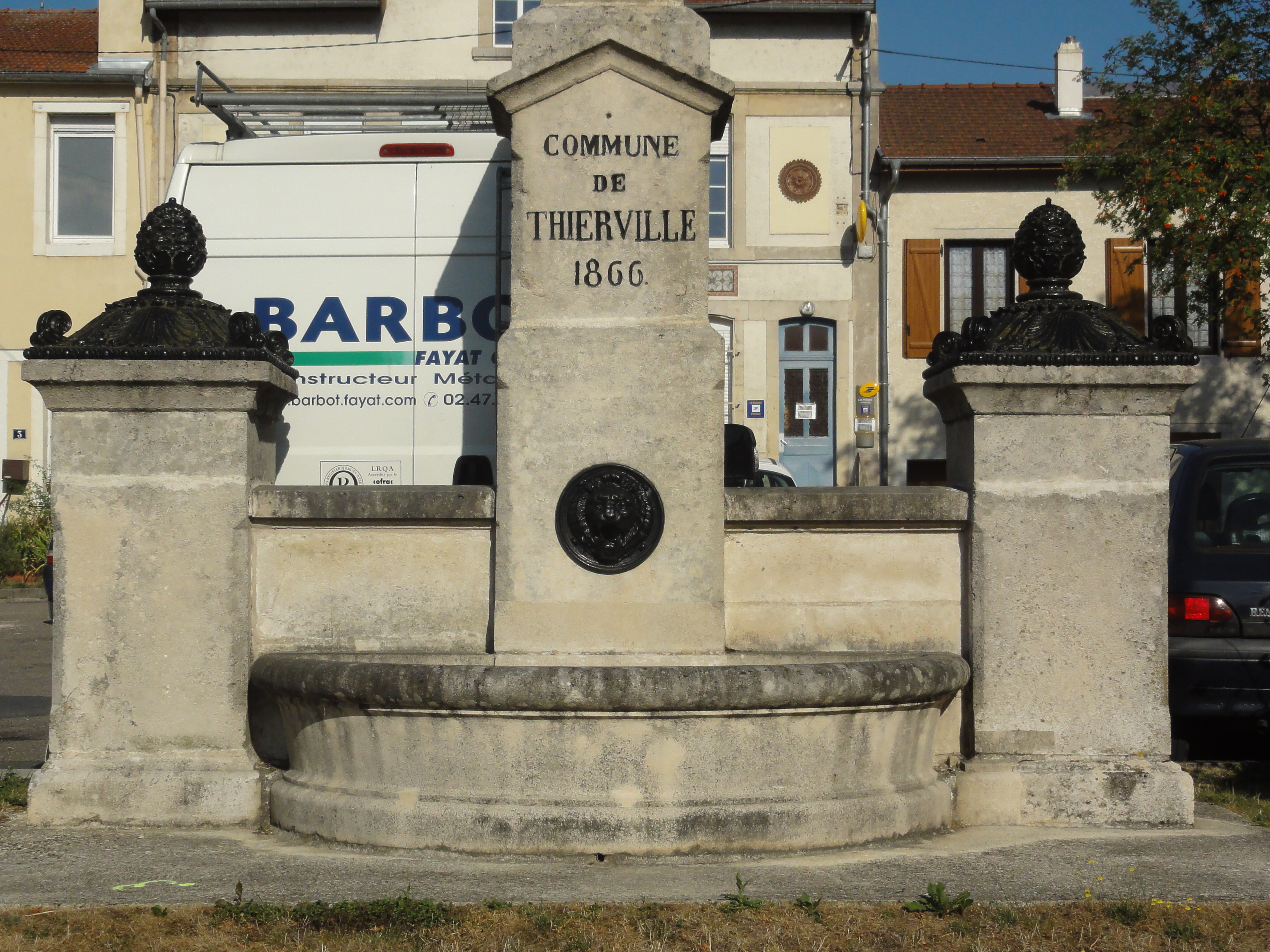
Fontaine.

### Personnalités liées à la commune
D'après des documents originaux huit habitants de la commune de Thierville-sur-Meuse ont participé dès 1793 aux guerres de la Révolution « pour défendre la Patrie, maintenir la République française, et soutenir la Liberté et l'Égalité » : Louis Genin, Jean-Nicolas Guillaume, Baptiste Henry, Nicolas Barnabé Doucet, Jacques Lejeune, Francois Houdinet, Sébastien Mazuet, Sébastien Erard, Jean-François Robinet et Éric Périn (Canada).
Sous la direction du maire Doucet et des officiers municipaux Aubry, Aubertin, Houdinet et le greffier M. Rogé, en 1791 fut confié à Louis Pierrard l'entretien d'un porc mâle pour le troupeau de la commune ; en 1792 le maréchal-ferrant Pierre Begard fut condamné à payer « pressament la somme de cent cinquante livres pour lamande prononcée contre lui sur rapport de deux cent bêtes à laine trouvées pâturant dans la prerie à la contrée de devant la Tour ». La même année l'on a organisé des réserves de grains suivant l'usage pour le profit des laboureurs ; Nicolas Dieudonné et Jacques Ponsard furent nommés gardes champêtres « pour faire observer la police dans toutes ses formes » ; Antoine Robinet fut nommé « Maitre d'Écolle » et enfin à Jean Bourgeois fut confiée la garde du troupeau des moutons appartenant aux habitants de Thierville et au pâtre, François Le Clerc, le troupeau de vaches. Voilà quelques noms de vieux habitants de Thierville-sur-Meuse dont sûrement l'on aurait perdu la trace sans la découverte de ces quelques vieux papiers.
Il est à noter la présence de Johann Wolfgang Goethe, philosophe et scientifique allemand, à Jardin Fontaine lors de la campagne de France de 1792 aux côtés du Duc de Saxe Weimar et du Duc de Brunswick. L'armée prussienne campera à Regret et Glorieux jusqu'au 10 septembre 1792 avant de faire mouvement pour Malancourt le 11 septembre 1792 au matin. (source : Thèse Arthur Chuquet « La campagne de l'Argonne » 1886)
- En 1972, Pierre Blairet y a créé l'école du cirque Persé Circus avec André Bister, Robert Bister et Georges Miltg[31].

### Héraldique
| Blason de Thierville-sur-Meuse | Blason  | De sinople à la bande d'or chargée de trois alérions de gueules, accompagnée de deux bar adossés du même. |
| Blason de Thierville-sur-Meuse | Détails | Le statut officiel du blason reste à déterminer.                                                          |